# Accipiter ovampensis
El gavilán del Ovampo (Accipiter ovampensis), o azor ovampo es una especie de ave accipitriforme de la familia Accipitridae.
Está muy extendido a través Angola, Benín, Botsuana, Burundi, Camerún, República Centroafricana, Chad, República Democrática del Congo, Costa de Marfil, Etiopía, Ghana, Guinea, Kenia, Malaui, Malí, Mozambique, Namibia, Nigeria, Ruanda, Senegal, Sudáfrica, Suazilandia, Tanzania, Togo, Uganda, Zambia y Zimbabue.
Se alimenta principalmente de pequeñas aves capturadas en vuelo y ocasionalmente insectos.